# Nirrti

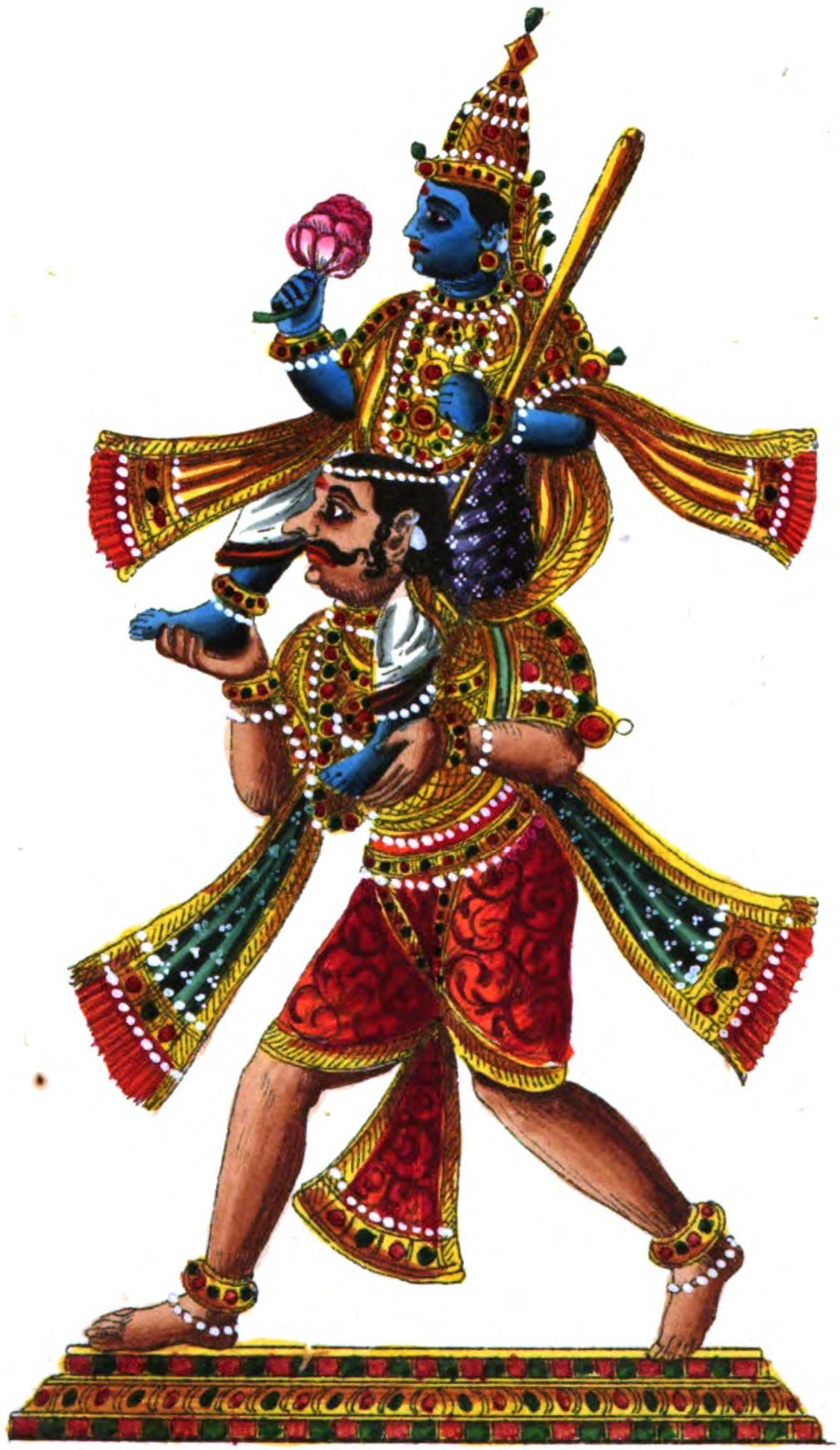
Bohyně Nirriti

Nirrti je hinduistická bohyně smrti a zániku. Kromě ní existuje v hinduismu také mužské božstvo jménem Nirrti. Jedno z těchto božstev patří mezi lókápály, strážce světových stran, a vládne jihozápadu.

## Ženské božstvo
Poprvé je zmiňována v Rgvédu, a poté v další védské literatuře. Zdá že se jedná o personifikaci smrti, ničení a smutku. Vždy je vzývána za účelem jejího odvrácení (například Rgvéd 7.37, 10.59, Atharvavéd 2.10, 4.36, 6.29), je zlatovlasá (Atharvavéd 7.9), obléká se do tmavého šatu, pleť je zbarvena tmavě a jsou jí obětovány tmavé slupky z plodů (Taitirija bráhmana 1.6). Žije na jihu, stejně jako Jama a zemřelí (Šatapatha bráhmana 5.2). Často je zmiňována společně s Jamou, vládcem mrtvých, ale místo někdy zaujímá také Antaka „ukončující“ a Mrtju „Smrt“.
Podle Mahábháraty byl Nirrtiným manželem Adharma „ne-dharma, absence dharmy“, s kterým zplodila tři syny- rákšasy - Bháju „strach“, Mahábháju „velký strach“ a Mrtju „smrt“.
Podle Mrgéndra-ágamy je jejím sídlem je město Kršnavatí „potemnělá“ na hoře Méru.

## Mužské božstvo
V puránách a Mahábháratě je kromě výše zmíněné Nirrti, manželky Adharmy, uváděn také déva jménem Nirrti. Ten je jedním jedenácti Rudrů, synem Sthánua a vnukem Brahmy. Zároveň je jedním z lókapálů, bohů střežících světové strany, vládnoucím jihozápadu, jehož sídlem je město Kršnavatí „potemnělá“ na hoře Méru. Je zobrazován se zbraněmi v rukou a sedící na oslu.

## Etymologie a hypotézy
Jméno Nirrti je odvozeno od slovesa nir-r „uvést v ne-pořádek, roz-ložit“, které souvisí s védským výrazem pro kosmický řád – rta. Roshen Dalal překládá jméno jako „ničení, destrukce“. Jaan Puhvel ji na základě etymologie spojuje s římskou Lua Mater „matkou rozkladu“ a zarathuštrickou démonkou Astóvídátu „ta jež působí rozpad těla“.
Indoložka Sukumari Bhattacharji se domnívá že funkci Nirrti v hinduismu převzaly bohyně Kálí, Karálí, Čámundá a Čhinnamastá. Indolog David Kinsley k této hypotéze podotýká že Nirrti z indické tradice prakticky zmizela v době kdy do ní vstoupila Kálí, ale zároveň připomíná rozdíly v jejich popisu: Nirrti je oblečená a zlatovlasá, Kálí nahá a má tmavé zcuchané vlasy. Domnívá se tak že Nirrti byla předobrazem Kálí jen částečně.